# LEAD Agency
Lead Agency er et dansk partnerejet kommunikations- og reklamebureau. Bureauet er blandt de større danske PR- og kommunikationsbureauer i Danmark. og har fokus på strategisk kommunikation, kampagner, public relations, public affairs, branding og tværgående digitale løsninger.

## Historie
Selskabet blev etableret i 2007 af Kresten Schultz Jørgensen. I 2016 fusionerede selskabet med Søren Kasters kommunikationsbureau, Kasters, og Søren Kaster indtrådte i selskabets direktion. Kresten Schultz-Jørgensen udtrådte af ejerkredsen i 2016 og forlod ledelsen i 2018. Søren Kaster fratrådte som direktør den 1. september 2022. Bureauet ledes i dag af CEO Marianne Hjaltelin.